# جایزه انجمن منتقدان فیلم سن دیگو برای بهترین گروه بازیگران
جایزه انجمن منتقدان فیلم سن دیگو برای بهترین گروه بازیگران (به انگلیسی: San Diego Film Critics Society Award for Best Performance by an Ensemble) یک جایزه فیلم سالانه است که توسط انجمن منتقدان فیلم سن دیگو اهدا می‌شود.

## برندگان

### دهه ۲۰۰۰
| سال  | بنده                    | اعضای گروه بازیگری |
| ---- | ----------------------- | --- |
| ۲۰۰۶ | بابل                    | آدریانا بارازا، کیت بلانشت، گائل گارسیا برنال، رینکو کیکوچی، برد پیت و کوجی یاکوشو |
| ۲۰۰۷ | جایی برای پیرمردها نیست | خاویر باردم، جاش برولین، گرت دیلاهانت، تس هارپر، وودی هرلسون، تامی لی جونز و کلی مکدونالد |
| ۲۰۰۸ | فراست/نیکسون            | کوین بیکن، ربکا هال، توبی جونز، فرانک لانگلا، متیو مک‌فادین، اولیور پلات، سم راکول و مایکل شین |
| ۲۰۰۹ | حرامزاده‌های لعنتی       | دانیل برول، آگوست دیل، ژولی دریفوس، مایکل فاسبندر، زیلوستر گروت، جکی آیدو، دیانه کروگر، ملانی لوران، دونی منوشه، مایک مایرز، برد پیت، الی راث، تیل شوایگر، راد تیلور، کریستف والتس و مارتین وتکه |

### دهه ۲۰۱۰
| سال  | برنده                              | اعضای گروه بازیگری |
| ---- | ---------------------------------- | --- |
| ۲۰۱۰ | سینه ۴۴ اینچی                      | استیون دیلین، جان هرت، ایان مک‌شین، ملویل پوپو، جوآن ولی، تام ویلکینسون و ری وینستون |
| ۲۰۱۱ | هری پاتر و یادگاران مرگ – قسمت دوم | هلنا بونهام کارتر، دیوید بردلی، جیم برودبنت، رابی کالترین، وارویک دیویس، تام فلتون، ریف فاینز، مایکل گمبون، دامنل گلیسون، روپرت گرینت، جورج هریس، کیران هایندز، جان هرت، جیسون آیزکس، جما جونز، دیو لجینو، متیو لوئیس، ایوانا لینچ، کلی مکدونالد، میریام مارگولیس، هلن مک‌کروری، نیک موران، گری اولدمن، جیمز و الیور فلپس، جیمز و الیور فلپس، کلمانس پوئزی، دنیل ردکلیف، آلن ریکمن، مگی اسمیت، ناتالیا تنا، دیوید تیولیس، اما تامپسون، جولی والترز، اما واتسون، مارک ویلیامز و بانی رایت |
| ۲۰۱۲ | مزایای گوشه‌گیر بودن                | برایان بالزرینی، نیکولاس براون، جون کیوسک، نینا دوبرو، آدام هاگنباک، لوگان لرمن، ملانی لینسکی، دیلان مک‌درموت، ازرا میلر، پل راد، تام ساوینی، جانی سیمونز، تام کروژوسکی، ریس تامپسون، کیت والش، اما واتسون، می ویتمن و ارین ویلهلمی |
| ۲۰۱۳ | حقه‌بازی آمریکایی                   | ایمی آدامز، کریستین بیل، بردلی کوپر، رابرت دنیرو، جک هیوستون، جنیفر لارنس، آلساندرو نیوولا، مایکل پنیا، الیزابت رم، جرمی رنر و شیا ویگهام |
| ۲۰۱۴ | بردمن                              | مایکل کیتون، زک گالیفیناکیس، ادوارد نورتون، آندره‌آ ریسبرو، ایمی رایان، اما استون، نائومی واتس، مریت ویور، لینزی دانکن و جرمی شاموس |
| ۲۰۱۵ | آنچه در سایه‌ها انجام می‌دهیم        | جامین کلمنت، ریس داربی و تایکا وایتیتی |
| ۲۰۱۶ | اگر سنگ از آسمان ببارد             | کریس پاین، جف بریجز، بن فاستر، دیل دیکی، گیل بیرمنگام، مارین ایرلند، کتی میکسون، ملانی پاپالیا و کوین رانکین |
| ۲۰۱۷ | گل‌گرفته                            | جاناتان بنکس، مری جی. بلایژ، جیسون کلارک، گرت هدلند، جیسون میچل، راب مورگان و کری مولیگان |
| ۲۰۱۸ | شب بازی                            | جیسون بیتمن، ریچل مک‌آدامز، بیلی مگنوسن، شارون هورگان، لامورن موریس، کایلی بانبری، جسی پلمونس، مایکل سی هال و کایل چندلر |
| ۲۰۱۹ | چاقوکشی                            | آنا د آرماس، تونی کولت، دنیل کریگ، جیمی لی کرتیس، کریس ایوانز، دان جانسون، کاترین لانگفورد، ریکی لیندهوم، جیدن مارتل، ادی پترسن، کریستوفر پلامر، نوآ سیگان، مایکل شنون، کیت استنفیلد |

### دهه ۲۰۲۰
| سال  | برنده          | اعضای گروه بازیگری |
| ---- | -------------- | --- |
| ۲۰۲۰ | یک شب در میامی | کینگزلی بن ادیر، الی گوری، آلدیس هاج، لسلی اودم جونیور، لنس ردیک، یاکینا کالوکانگو، مایکل امپریولی، بو بریجز، لارنس گیلیارد جونیور، نیکولت رابینسون |